# Porto Ravenna Volley
Porto Ravenna Volley var en volleybollklubb från Ravenna, Italien som var verksam mellan 1987 och 2013. Klubben bildades som ett resultat av en satsning organiserade av Giuseppe Brusi och det lokala näringslivet. Samma grupp hade tidigare bidragit till Olimpia Teodoras framgångar. Genom att köpa elitlicensen från Gruppo Sportivo Vigili del Fuoco Natale Casadio kunde de direkt börja i serie A2 (näst högsta serien). Laget vann serien under andra säsongen och gick därigenom upp i serie A1 (högsta serien). De vann italienska mästerskapet och italienska cupen 1991. De var dock internationellt de nådde sina största framgångar. De vann europacupen tre gånger i rad (1991-1992, 1992-1993 och 1993-1994), europeiska supercupen 1992 och 1993 och CEV Cup 1996-1997. De vann också världsmästerskapet i volleyboll för klubblag 1992. 
Efter att den viktiga sponsorn Ferruzzi hamnat i ekonomiska svårigheter försämrades klubbens förutsättningar steg för steg. Klubben sålde 2000 sin elitlicens till Mezzolombardo Volley. Samtidigt fortsatte de med ungdomsverksamheten. Klubbens seniorlag tog sig sakta upp igenom seriesystemet igen. Genom att under säsongen 2012-2013 vinna serie B1 och det följande kvalet kvalificerade de sig för serie A2. De kom dock att istället gå samman med Gruppo Sportivo Robur Angelo Costa och bilda Gruppo Sportivo Porto Robur Costa, som spelade i serie A1.